# Неа Анхиалос
Неа Анхиалос (на гръцки: Νέα Αγχίαλος, в превод Нов Анхиало) е град в Република Гърция, област Тесалия, дем Волос. Градът има население от 5514 души.
Градът е основан от гърци бежанци от българския град Анхиало (днес Поморие) в 1906 след изгарянето на града на 30 юли 1906 година по време на Антигръцките вълнения в България. До 2011 година е център на самотоятелен дем Неа Анхиалос в ном Магнезия.